# Lồng tiếng
Lồng tiếng quá trình sản xuất ghi âm và thay thế tiếng nói trên một hình ảnh chuyển động hoặc nhạc phim truyền hình sau khi chụp ban đầu. Thuật ngữ này thường đề cập đến việc thay thế tiếng nói của các diễn viên được hiển thị trên màn hình của người biểu diễn khác nhau, những người có thể nói một ngôn ngữ khác nhau, thường thấy trong các bộ phim hoạt hình. Thủ tục đôi khi được thực hành trong vở nhạc kịch khi các diễn viên đã có một giọng hát không đạt yêu cầu, và vẫn được sử dụng để cho phép kiểm tra vật liệu nghe nhìn cho một đối tượng đại chúng ở các nước nơi mà người xem không nói cùng một ngôn ngữ như là biểu diễn ban đầu.
Lồng tiếng cũng mô tả các quá trình của một dòng ghi lại của nam diễn viên nói trong quá trình quay phim và phải được thay thế để cải thiện chất lượng âm thanh hoặc phản ánh những thay đổi hộp thoại. Quá trình này được gọi là thay thế đối thoại tự động, hoặc gọi tắt là ADR cho. Âm nhạc cũng được đặt tên vào một bộ phim sau khi chỉnh sửa hoàn thành. Phim, video và đôi khi trò chơi video đôi khi được gọi là ngôn ngữ địa phương của một thị trường nước ngoài. lồng tiếng phổ biến trong phim rạp, phim truyền hình, phim hoạt hình và anime cho nước ngoài phân phối. Tại Việt Nam, bộ phim tiếng nước ngoài và các chương trình hoàn toàn được gọi là truyền hình bằng tiếng Việt. Trên VTV4 phim ảnh, cả Việt Nam và nước ngoài, phụ đề tiếng Anh cho người xem mà không thể nói tiếng Việt.